# Chiesa-oratorio di Santa Maria di Corte
La chiesa-oratorio di Santa Maria di Corte è un edificio religioso sorto nel 1344 a Tresa, nella frazione di Sessa, nel Canton Ticino.

## Storia
La volontà di erigere la chiesa fu affidata al testamento di Martino fu Goffredo de Sexa, nobile di origine longobarda alla cui famiglia era stato concesso in feudo da Federico II il castello di Sessa. Dell'edificio originario restano il pavimento e una porzione del muro affrescato, trovato con tre monete nel 2006.
La costruzione fu modificata nel 1599 e poi di nuovo nel 1680, ma assunse il suo aspetto attuale, in stile barocco, solo fra il 1684 e il 1692, quando fu riedificata. Nel 1933 Carlo Cocquio realizzò l'affresco che domina la facciata.
Nel XXI secolo fu condotta una lunga analisi delle condizioni della chiesa, danneggiata dall'umidità: al termine di cinque anni di ricerche Fabrizio Dotta condusse un intervento di restauro, che fu completato nel 2006.

## Descrizione

### Esterni
La facciata, dotata di frontone, è scandita da due lesene sopra le quali si trova una trabeazione. L'affresco che la decora, che si trova sotto una finestra quadrilobata, rappresenta la Madonna. Completano le decorazioni alcuni stucchi. Il campanile non è ortogonale alla chiesa.

### Interni
La chiesa è dotata di una navata rettangolare, sulla quale si innestano due cappelle laterali, dedicate rispettivamente a Sant'Antonio da Padova e San Giuseppe, e un coro.
Gli interni sono decorati da stucchi e vetrate colorate. Interessanti le decorazioni dell'altare maggiore: una statua della Madonna in legno, un paliotto in scagliola realizzata da Francesco Solari di Ramponio Verna nel 1759 e una pala, realizzata da Bernardino Giani di Ponte Tresa nel 1868, che raffigura il Transito di San Giuseppe.